# Shannon Shakespeare
Shannon Shakespeare (Mission, 6 maggio 1977) è un'ex nuotatrice canadese.
Specializzata nello stile libero, ha partecipato alle Olimpiadi di Atlanta 1996.

## Palmarès
- Mondiali in vasca corta

Rio de Janeiro 1995: oro nella 4x200m sl e argento nella 4x100m misti.
- Giochi PanPacifici

Kobe 1993: bronzo nella 4x100m sl.
Atlanta 1995: bronzo nella 4x200m sl.
Fukuoka 1997: argento nella 4x100m misti.
- Giochi del Commonwealth

Victoria 1994: bronzo nei 50m sl e nella 4x100m sl.
- Giochi panamericani

Mar del Plata 1995: argento nei 50m sl, nella 4x100m sl, nella 4x200m sl e nella 4x100m misti.